# Aspidites melanocephalus
Aspidites melanocephalus là một loài rắn trong họ Pythonidae. Loài này được Krefft mô tả khoa học đầu tiên năm 1864.

## Hình ảnh

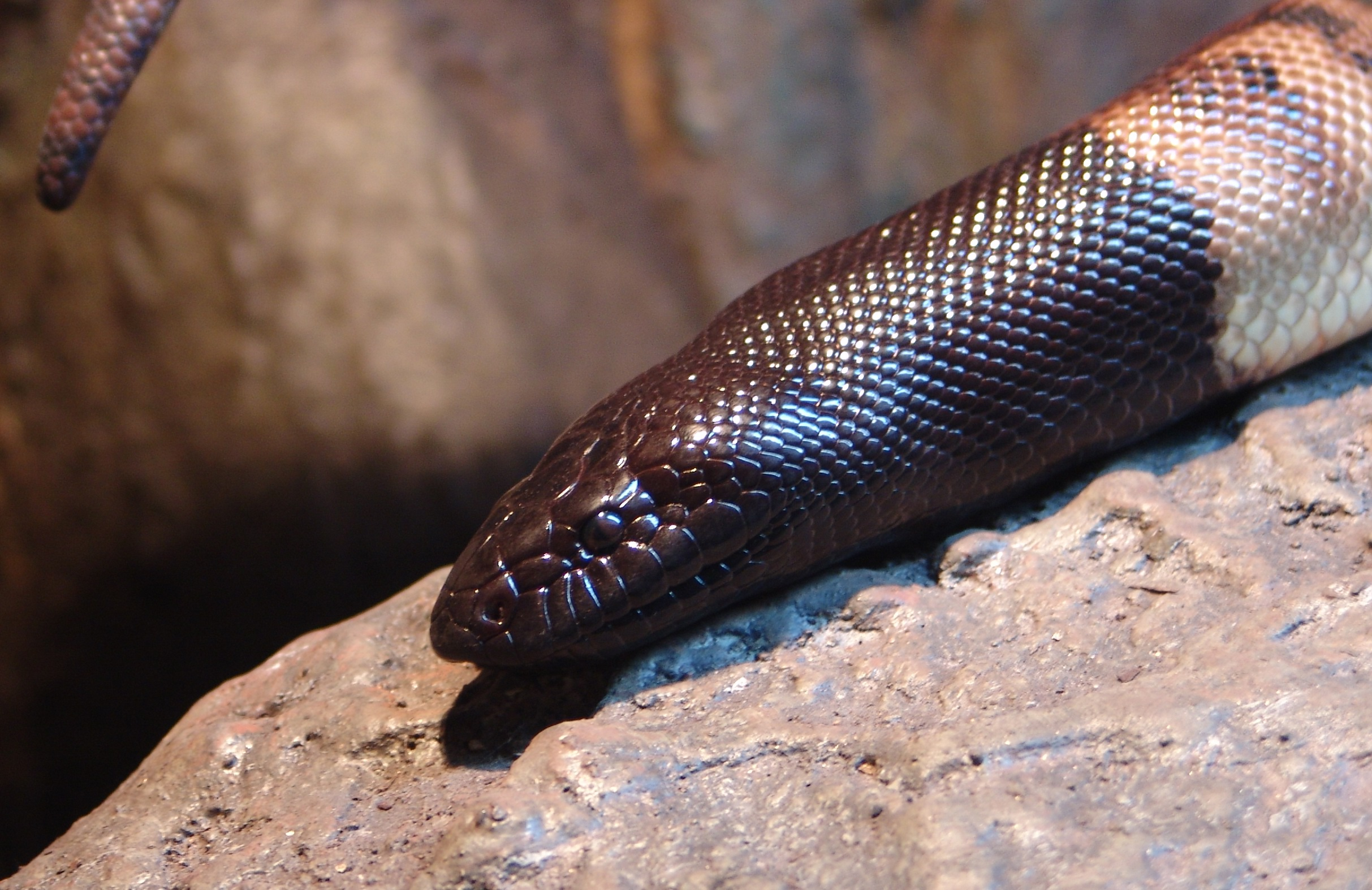
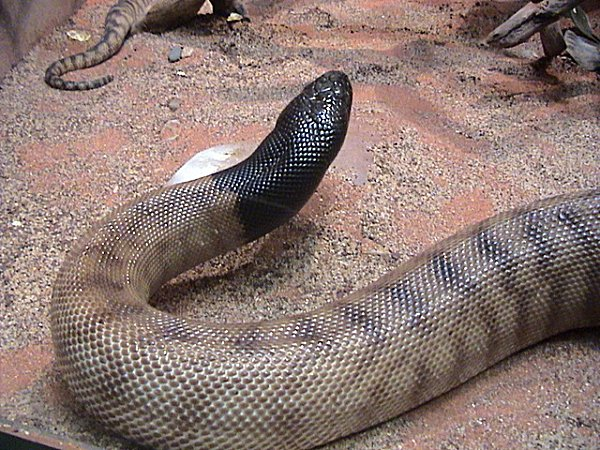
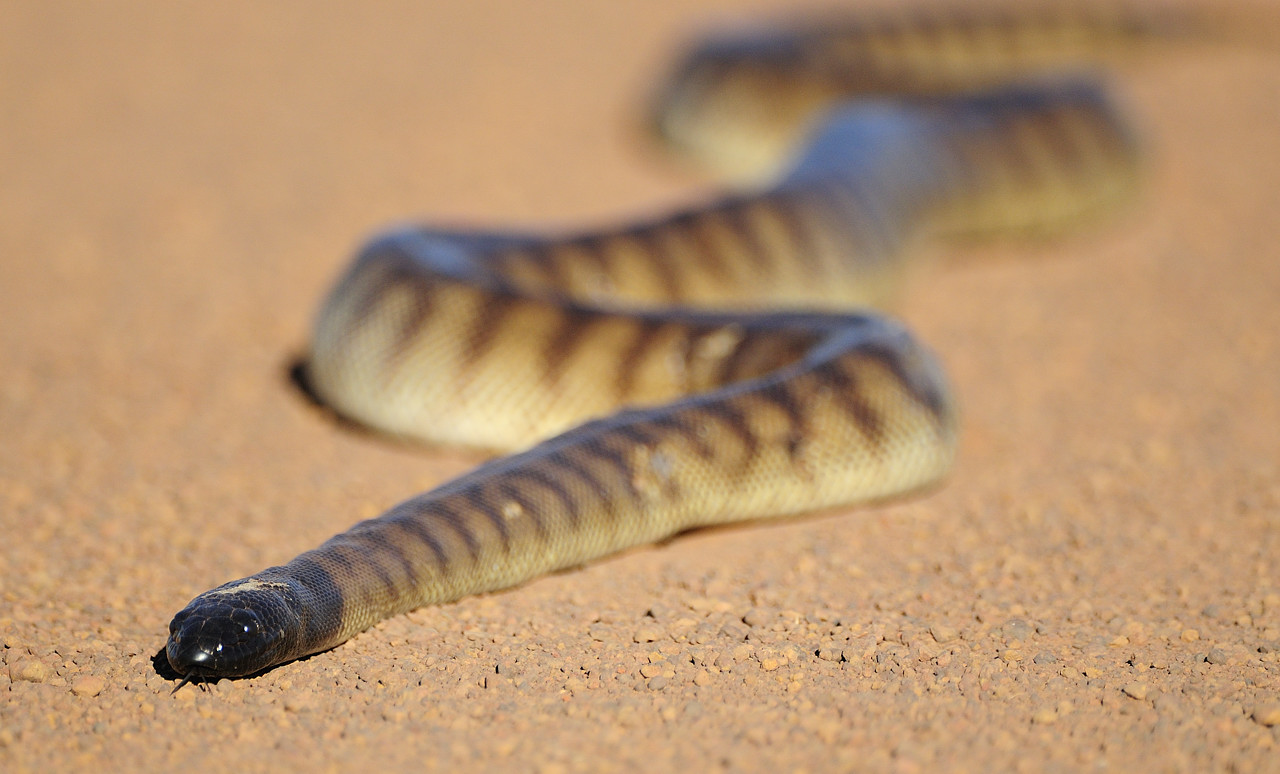
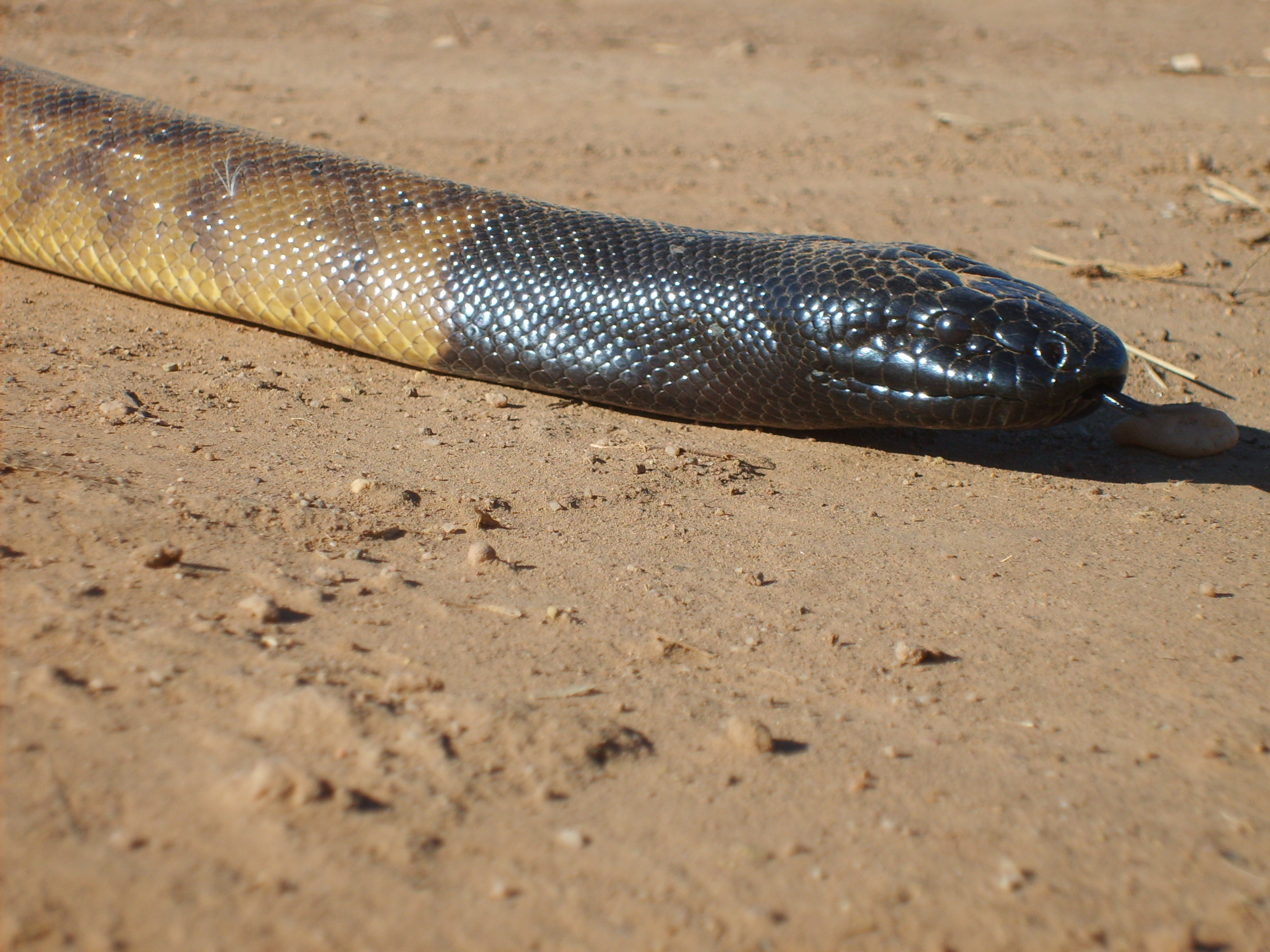